# Eugagrella muara
Eugagrella muara is een hooiwagen uit de familie Sclerosomatidae.